# 阿拉西奥
阿拉西奥（義大利語：Alassio）是意大利利古里亚大区萨沃纳省的一个市镇，位于热那亚湾畔。